# Arnold Huber
Arnold Eberhard Huber (ur. 11 września 1967 w Brunico) – włoski saneczkarz startujący w jedynkach, medalista mistrzostw świata i Europy.

## Kariera
Pierwszy sukces odniósł w 1986 roku na mistrzostwach świata juniorów w Königssee zajmując trzecie miejsce w jedynkach. Cztery lata później, podczas mistrzostw Europy w Innsbrucku, zdobył brązowy medal w zawodach drużynowych. W tej samej konkurencji wywalczył także srebrne medale na mistrzostwach świata w Calgary (1990) i mistrzostwach świata w Lillehammer (1995) oraz brązowe podczas mistrzostw świata w Winterbergu (1991) i mistrzostw świata w Calgary (1993). W 1991 roku zdobył także złoty medal w jedynkach, wyprzedzając Niemca Georga Hackla i Austriaka Markusa Procka. W 1994 roku wystartował na igrzyskach olimpijskich w Lillehammer, gdzie był czwarty w jedynkach. Walkę o podium przegrał tam ze swym rodakiem, Arminem Zöggelerem.
Jego bracia – Norbert oraz Willfried – również byli saneczkarzami, a Günther był bobsleistą.

## Osiągnięcia

### Igrzyska olimpijskie
| Rok  | Miejsce     | Jedynki |
| ---- | ----------- | ------- |
| 1994 | Lillehammer | 4.      |